# Bloc populaire canadien
Pour les articles homonymes, voir Bloc populaire et BPC.
Le Bloc populaire canadien (également appelé le Bloc populaire) est un ancien parti politique québécois fondé en 1942 et disparu en 1948.
Né en pleine crise de la conscription au Canada, ce parti était présent à la fois sur la scène fédérale, avec une aile dirigée par Maxime Raymond, et sur la scène québécoise, avec une aile dirigée par André Laurendeau. S'opposant à la participation à la guerre, ce parti est né en réaction aux mesures imposées par la Loi sur les mesures de guerre et à la politique d'expansion du pouvoir fédéral au Québec durant la Seconde Guerre mondiale.
Puisant dans les mêmes idées politiques que celles de l'Action libérale nationale et du Parti national, le Bloc populaire a cherché à offrir une troisième voie autonomiste, interventionniste, anticonscriptionniste et anti-impérialiste (britannique et américain) entre le Parti libéral d'Adélard Godbout et l'Union nationale de Maurice Duplessis.

## Histoire

### Crise de la conscription
En octobre 1939, les Québécois élisent un nouveau gouvernement formé par le Parti libéral, dirigé par Adélard Godbout. En prenant le pouvoir, Godbout s'était engagé à s'opposer au service militaire obligatoire, une mesure à laquelle la vaste majorité des Québécois s'opposait également. L'année suivante, lors des élections fédérales de mars 1940, le Parti libéral de Mackenzie King s'était lui aussi engagé à ne pas imposer la conscription aux Canadiens. Cette promesse lui avait permis de récolter une majorité d'appuis au Québec, assurant ainsi sa réélection à la tête du gouvernement fédéral.
Deux ans plus tard, la situation nationale et internationale a considérablement évolué. Voyant le nombre de soldats volontaires chuter au Canada, soumis aux pressions de Londres et de l'opinion publique du Canada anglais, le gouvernement de Mackenzie King décide de revenir sur sa promesse de 1940 et d'ouvrir la porte au service militaire outremer obligatoire. Il annonce alors la tenue d'un plébiscite sur la question pour avril 1942.

### Fondation de la Ligue pour la défense du Canada
Pour un grand nombre de Canadiens français, ce plébiscite est une trahison. En réaction, dès l'hiver 1942, un large mouvement d'opposition se forme au Québec. Des personnalités de toutes les formations politiques et des organisations les plus influentes (l'Union catholique des cultivateurs, les Syndicats catholiques, la Société Saint-Jean-Baptiste de Montréal, les Voyageurs de commerce, les mouvements de jeunesse et La Ligue d'Action nationale) se réunissent en une large coalition et forment le 7 février 1942 la « Ligue pour la défense du Canada ».
En politique, la Ligue trouve ses appuis chez onze députés fédéraux et chez plusieurs personnalités québécoises. Ses principaux porte-paroles sont Maxime Raymond (député fédéral de Beauharnois-Laprairie, « disciple resté fidèle à [Henri] Bourassa, libéral en politique, mais indépendant d'esprit »), Paul Gouin (ancien chef de l'Action libérale nationale), Lionel Groulx (intellectuel nationaliste influent), Georges Pelletier (directeur du journal Le Devoir, « l'un des journalistes les plus intelligents et les plus vigoureux de son temps »), Gérard Filion (journaliste), Jean Drapeau (avocat), André Laurendeau (intellectuel et disciple de Groulx) et Henri Bourassa. La Ligue est financée en grande partie par Édouard Lacroix, député fédéral de Beauce, homme d'affaires influent et ex-bailleur de fonds de l'Action libérale nationale.
La Ligue se donne pour mission de défendre le Québec et les Canadiens français face aux restrictions imposées par Ottawa pour la guerre (censure, rationnement, couvre-feu, contrôle des prix et des salaires, etc.). Surtout, elle demande à la population de répondre par « [u]n NON digne, mais ferme, sans équivoque » au plébiscite sur la conscription. Sa campagne de mobilisation au Québec est une réussite : 72,1 % de la population vote pour le Non. Toutefois, dans l'ensemble du Canada, le Oui l'emporte avec 63,3 % des voix. Ces résultats permettent alors au gouvernement King de rendre le service militaire obligatoire.

### Fondation du Bloc populaire canadien

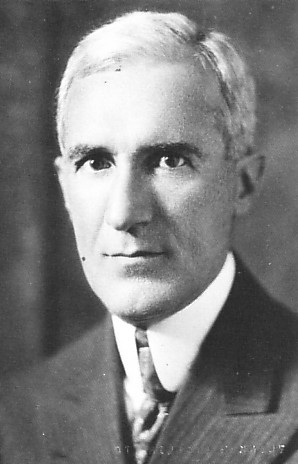
En 1942, Maxime Raymond devient le chef du Bloc populaire.

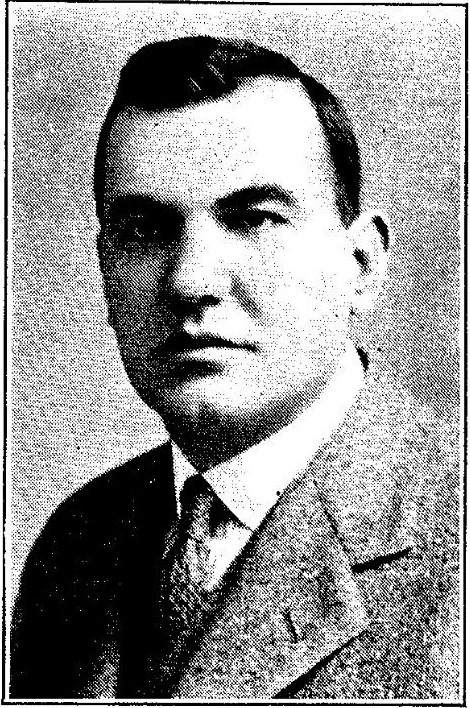
Édouard Lacroix joue un rôle important dans l'organisation et le financement du Bloc populaire, de 1942 à 1945.

Malgré la victoire du Oui au plébiscite, le succès de la mobilisation de la Ligue motive ses membres à fonder un nouveau parti politique. Le 8 septembre 1942, le député Maxime Raymond annonce la fondation du Bloc populaire canadien.
Ce nouveau parti est présent à la fois sur la scène fédérale et sur la scène québécoise. Se voulant distinct des « vieux partis » (libéral et conservateur) et « indépendant des forces financières et des groupes d'intérêt du grand capital », il s'inspire de la doctrine sociale de l'Église (qui avait elle-même inspiré le programme de l'Action libérale nationale en 1935) et des nationalismes d'Henri Bourassa et de Lionel Groulx. Le Bloc populaire défend donc une politique réformiste et nationaliste articulée autour de trois thèmes : l'indépendance du Canada par rapport à l'impérialisme britannique, le respect de l'autonomie des provinces au sein de la fédération canadienne, et la mise en place de réformes administratives, sociales et économiques au Québec.
S'il tente de se faire le porte-voix des nationalistes canadiens-français sur la scène fédérale, au Québec, le parti se retrouve en concurrence directe avec l'Union nationale de Maurice Duplessis.

### Programme
En premier lieu, le Bloc populaire propose de rompre les liens entre le Canada et l'Angleterre afin de marquer l'indépendance du Canada. Au niveau institutionnel, il réclame la nomination d'un citoyen canadien au poste de Gouverneur général et l'abolition des appels au Comité judiciaire du Conseil privé de Londres. Il réclame aussi le rapatriement de la constitution et la mise en place d'un processus d'amendement de cette dernière. Au niveau des symboles du Canada, il réclame également l'adoption d'un drapeau et d'un hymne national distinctifs.
En deuxième lieu, le Bloc propose une série de réformes affirmant l'autonomie du Québec. Il réclame la rétrocession du Labrador (rattaché à Terre-Neuve depuis 1927 à la suite d'une décision du Conseil privé de Londres). Il demande aussi la création d'une politique du logement, d'un régime d'allocations familiales, d'une assurance-maladie (pour les « classes nécessiteuses »), l'adoption d'une loi sur les relations ouvrières, l'établissement d'un réseau radiophonique québécois (pour faire contre-poids à Radio-Canada), la mise en place d'un revenu minimum garanti, et le retour aux provinces des pouvoirs de taxation cédés à Ottawa, en particulier l'impôt sur le revenu des particuliers. Cherchant à lutter contre les monopoles privés (« trusts »), le Bloc propose également que l'État prenne en charge plusieurs secteurs d'activité (logement, textile, transport, agro-alimentaire) par le biais de coopératives ou, dans des cas plus précis, par la nationalisation.
En troisième lieu, le Bloc propose des mesures pour assainir la vie publique au Québec, notamment l'abolition du Conseil législatif du Québec (pour le remplacer par une « commission de la législation » inspirée du Conseil d'État de France), l'élimination du favoritisme (trafic d'influence ou « patronage ») et des abus pratiqués par les libéraux et conservateurs, la modification de la loi électorale (afin de réviser le découpage des circonscriptions et de contrôler les dépenses électorales), l'uniformisation des lois municipales et scolaires dans un code unique et cohérent, et la réforme de l'administration judiciaire.
Dans son ensemble, le programme du Bloc populaire vise à faire de l'État un instrument au service de la collectivité canadienne, et surtout canadienne-française.

### Débuts

#### Élection partielle dans Outremont — novembre 1942

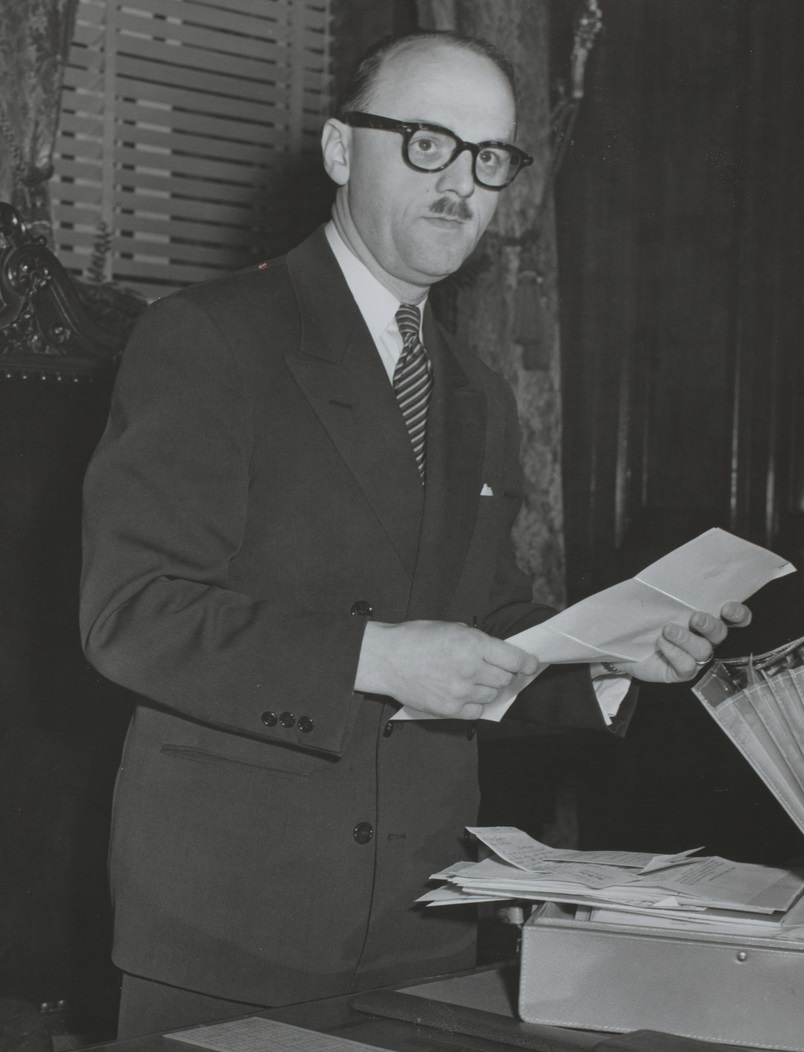
Jean Drapeau est candidat du Bloc populaire lors de l'élection partielle dans Outremont en 1942.

Le Bloc populaire participe à se première élection dans Outremont en novembre 1942. Dans cette circonscription traditionnellement libérale, Mackenzie King décide de présenter le général Léo Richer LaFlèche à qui l'on venait de confier le ministère de la Défense nationale. De son côté, le Bloc populaire choisit de présenter Jean Drapeau, jeune avocat, ancien membre de la Ligue pour la défense du Canada, nationaliste de l'école de Lionel Groulx et « candidat des conscrits ».
Malgré l'appui populaire au Bloc et la présence d'Henri Bourassa aux côtés de Jean Drapeau lors de cette élection, Outremont demeurera fidèle au Parti libéral et élira le général La Flèche.

#### Élections partielles dans Stanstead et Montréal-Cartier — août 1943
Parti bicéphale, le Bloc populaire devait être, en principe, dirigé depuis Ottawa par son chef Maxime Raymond. Toutefois, à peine le parti fondé, au printemps 1943, Maxime Raymond est hospitalisé à la suite d'une thrombose coronaire. Cet incident le force à s'absenter, créant ainsi des tensions entre l'aile fédérale (dirigée par Maxime Raymond et Édouard Lacroix) et l'aile québécoise (formée d'un trio de nationalistes de Québec : René Chaloult, Paul Gouin et Philippe Hamel).
À l'été 1943, deux nouvelles élections partielles se tiennent dans Stanstead et dans Montréal-Cartier. Ces élections sont alors une épreuve pour le Bloc populaire, plus déchiré que jamais entre le trio Chaloult-Gouin-Hamel et Édouard Lacroix.
La première élection se déroule dans Stanstead. Face au candidat libéral Davidson et au socialiste Pierre Thomas (maire de Magog), le Bloc populaire présente J.-Armand Choquette, un fermier et président diocésain de l'U.C.C. Choquette est appuyé par Le Devoir, ainsi que par Henri Bourassa, Laurent Barré (futur ministre de l'Agriculture sous Duplessis) et par le soutien financier d'Édouard Lacroix.
La deuxième élection se tient dans Montréal-Cartier. Circonscription présentant une diversité ethnique marquée, on compte alors trois candidats de confession juive : Lazarus Phillips (Parti libéral), David Lewis (Co-operative Commonwealth Federation, C.C.F.) et Fred Rose (Parti ouvrier-progressiste). Face à ces candidats, le Bloc populaire choisit de présenter Paul Massé, jeune avocat polyglotte, appuyé par une organisation dirigée par le syndicaliste Michel Chartrand.
Malgré les ressources mobilisées pour appuyer les deux candidats, les tensions internes entre Édouard Lacroix et le trio de Québec divisent le parti. Chaloult, Gouin et Hamel adresseront à Maxime Raymond un ultimatum, réclamant le départ de Lacroix, et refuseront de participer aux campagnes pour appuyer les deux candidats en guise de protestation.
Finalement, au scrutin du 9 août 1943, le Bloc populaire remporte la victoire dans Stanstead avec 55 % des voix, mais échoue à remporter Montréal-Cartier face au socialiste Fred Rose.

### Arrivée d'André Laurendeau

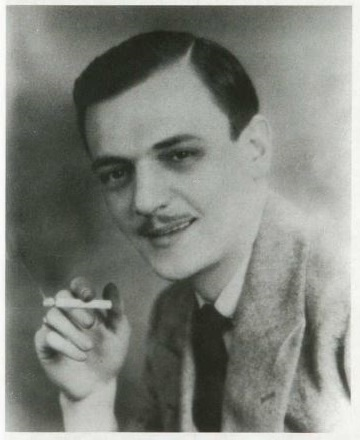
En février 1944, André Laurendeau devient le chef de l'aile québécoise du Bloc populaire.

Durant la période de 1943 à 1944, l'opinion publique critique sévèrement le gouvernement libéral d'Adélard Godbout. Profitant de la situation, Maurice Duplessis et son équipe reprennent les déclarations de loyauté à la couronne britannique prononcées par Godbout pour les retourner contre lui et son parti, dans le but de les faire passer pour des traîtres.
Duplessis attaque le Parti libéral en lui reprochant d'être un parti à la solde d'Ottawa. Également, afin de capter les appuis des gens mécontentés par les libéraux et des nationalistes réveillés par l'arrivée du Bloc populaire, Maurice Duplessis met au défi Adélard Godbout de déclencher des élections le plus rapidement possible.
Cherchant à se préparer aux futures élections québécoises, de son côté, le Bloc populaire tient un congrès en février 1944. Lors de ce congrès, les membres du Bloc choisissent un nouveau chef pour leur aile québécoise. Ce chef n'est nul autre qu'André Laurendeau, le secrétaire de Maxime Raymond, également fondateur des Jeunes-Canada, collaborateur à L'Action nationale et disciple du chanoine Lionel Groulx.
En revanche, le congrès de février se tient dans un contexte très difficile pour le Bloc populaire. Désigné comme indésirable par l'aile fédérale, le trio Chaloult-Gouin-Hamel se retrouve exclu de toutes les discussions. En réaction, les trois hommes de Québec quittent le parti avec fracas. Paul Gouin et Philippe Hamel abandonnent la vie politique, tandis que René Chaloult, alors le seul député affilié au Bloc populaire à l'Assemblée législative (après s'être fait élire comme libéral indépendant en 1939) siège désormais comme député indépendant.

#### Élections québécoises de 1944
Le 29 juin 1944, Godbout déclenche des élections réclamées depuis longtemps par ses adversaires. Ces élections voient s'affronter un nombre exceptionnel de candidats (338 candidats pour 91 sièges) répartis entre trois partis principaux (Parti libéral, Union nationale et Bloc populaire) et trois tiers partis (la C.C.F., l'Union créditiste des électeurs et le Parti ouvrier-progressiste). Il s'agit également de la première élection où les Québécoises peuvent participer, faisant passer le nombre d'électeurs inscrits de 753 310 (en 1939) à 1 864 692 (en 1944).

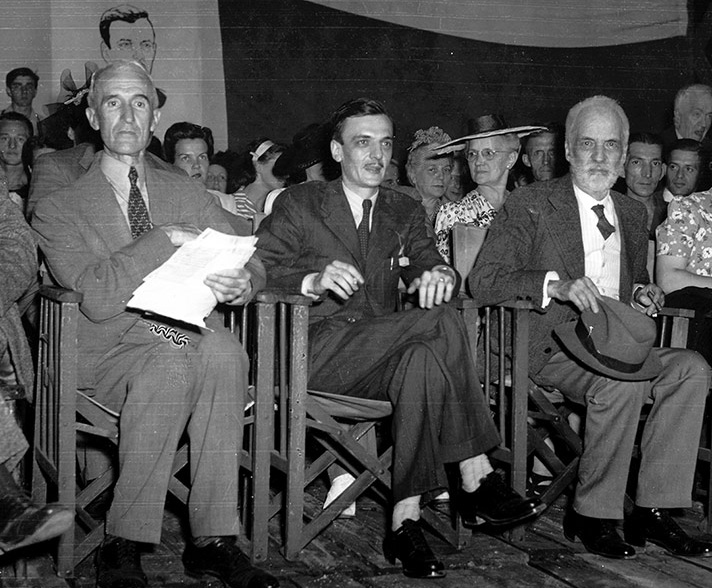
Maxime Raymond, André Laurendeau et Henri Bourassa lors d'une assemblée publique du Bloc le 3 août 1944 à Montréal.

Le Bloc populaire mène une campagne associant le gouvernement Godbout aux mesures fédérales de guerre. Tentant d'offrir une troisième voix anticonscriptionniste et anti-impérialiste entre le Parti libéral et l'Union nationale, le Bloc populaire revendique l'indépendance du Canada et la « souveraineté absolue des provinces dans la législation ouvrière et sociale ». Il préconise aussi l'instauration d'un État-providence chrétien, dans les domaines social, éducationnel et économique, permettant de lutter contre les « trusts » (monopoles), la maladie et les logements insalubres tout en favorisant l'éducation, la famille, la défense du fait français, le crédit urbain et le développement d'une agriculture et d'une colonisation fondées sur le système coopératif.
Le 8 août 1944, le Bloc populaire récolte 15,2 % des voix, ne réussissant toutefois à faire élire que 4 de ses 80 candidats : Ovila Bergeron (Stanstead), Édouard Lacroix (Beauce), Albert Lemieux (Beauharnois) et André Laurendeau (Montréal-Laurier). Cette victoire permet néanmoins au parti d'obtenir une tribune nouvelle, grâce à son aile parlementaire, dont il se servira à partir de l'ouverture de la session à Québec en février 1945.

#### Élections fédérales de 1945
Alors que les canons de la Seconde Guerre mondiale tirent leurs dernières salves, de nouvelles élections fédérales sont organisées au printemps 1945. Profitant de la vague de popularité qui avait accueilli Camillien Houde à sa libération d'un camp d'internement en août 1944, le Bloc populaire désigne l'ancien maire de Montréal comme co-porte-parole de sa campagne fédérale.
Le parti axe sa campagne contre l'effort de guerre du gouvernement, contre le plébiscite d'avril 1942 et contre la trahison du Parti libéral de Mackenzie King. Néanmoins, les efforts du Bloc populaire se retrouvent dilués dans une campagne exceptionnelle où se compte un nombre record de candidats (294, dont 95 indépendants) et de partis (Parti libéral, Parti conservateur, C.C.F., Parti ouvrier-progressiste et Bloc populaire) briguant les 65 sièges du Québec.

Au scrutin du 11 juin 1945, l'effet Camillien Houde ne donne pas les résultats escomptés. La popularité du Bloc populaire semble stagner. Avec 12,8 % des voix, le Bloc populaire ne réussit à faire élire que 2 députés : Maxime Raymond et René Hamel (Saint-Maurice-Laflèche).

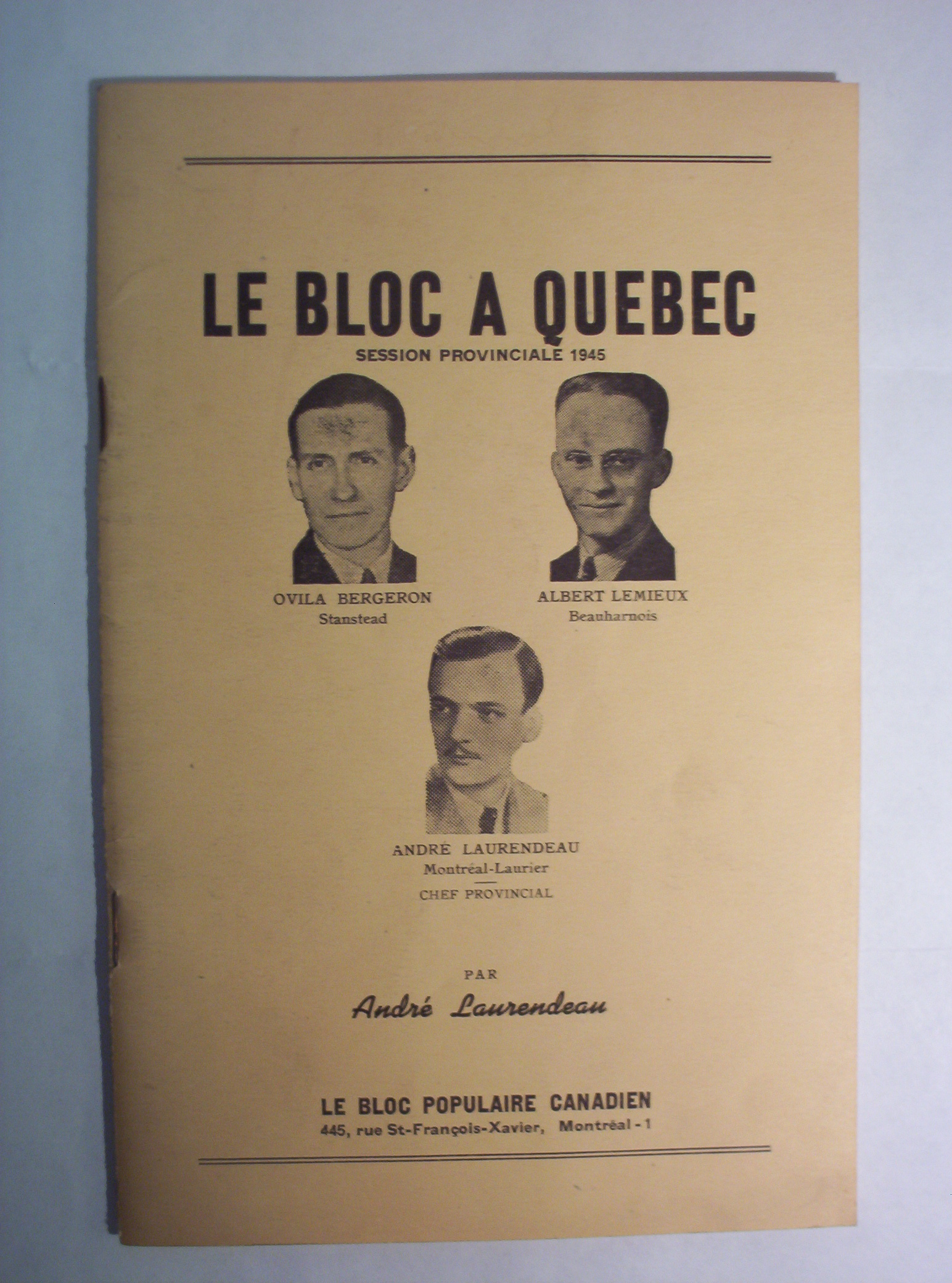
Brochure de la section québécoise du Bloc populaire canadien, en 1945.

#### Face à Duplessis
Pour André Laurendeau, les 200 000 voix reçues par le Bloc populaire en 1944 sont un sérieux avertissement aux « vieux partis ». Le parti veut mettre un frein à la menace socialiste et propose une « démocratie économique et sociale » avec des moyens pour « mater » la « dictature économique ». La proximité idéologique avec l'autonomisme de l'Union nationale amène souvent les membres du Bloc populaire à voter avec le gouvernement (notamment sur la question de l'électrification rurale, des allocations familiales, et de l'affirmation du pouvoir du Québec en matière de fiscalité et d'éducation).
Par contre, le Bloc populaire dénonce le manque d'initiative du gouvernement Duplessis dans deux domaines : celui du logement et celui de l'extraction des richesses naturelles. Tandis qu'André Laurendeau recommande au gouvernement de s'inspirer du crédit agricole afin de créer un crédit urbain pour construire des appartements salubres et modernes, Maurice Duplessis préfère une politique de développement à plus petite échelle et une aide d'accès à la propriété unifamiliale.
En matière d'extraction de richesses naturelles, le Bloc populaire critique vivement le projet de développement minier de l'Ungava du gouvernement Duplessis. Il lui reproche d'avoir donné à des investisseurs étrangers des conditions beaucoup trop avantageuses, leur permettant d'extraire des tonnes de minerai de fer tout en payant des redevances minimes au Québec, en plus de ne pas exiger que ce minerai extrait soit au minimum transformé au Québec.

### Déclin
Après l'échec des élections fédérales, le départ d'Édouard Lacroix (en mai 1945), et les résultats décevants aux élections (en particulier en milieu rural), l'expérience du Bloc populaire tire à sa fin à partir de 1947. Le langage tenu par André Laurendeau, proposant de remédier aux problèmes sociaux et économiques « par des interventions de l'État, plus généreuses, plus justes, moins discrétionnaires » trouve peu d'échos dans la classe politique de l'époque.
Également, à partir de 1947, le rapprochement perçu entre le Bloc populaire et l'Union nationale mine la relation entre André Laurendeau et Maxime Raymond. De son côté, Laurendeau reproche à Raymond de vouloir transformer le Bloc « en une formation fédérale, plus ou moins inféodée à l'Union nationale ». Malgré les protestations de Raymond, André Laurendeau finit par rendre les armes. Le 8 juillet 1947, Laurendeau annonce qu'il quitte le Bloc populaire et qu'il siègera désormais comme député indépendant. Le 9 septembre suivant, il entre comme rédacteur au Devoir,.

#### Fin du Bloc populaire
Après la démission d'André Laurendeau, le parti se démembre. Il ne participe pas aux élections de 1948.
Avec la direction du Devoir, Laurendeau invite les électeurs à voter pour l'Union nationale, estimée seule garante de l'autonomie provinciale contre les empiétements fédéraux. À l'issue de cette campagne, le 29 juillet 1948, l'Union nationale triomphe en remportant 82 sièges sur 92.
Aucun des députés élus sous l'étiquette du Bloc populaire à l'élection précédente ne se représentera lors de ce scrutin.

## Bilan
Selon le journaliste Paul-André Comeau, malgré la brièveté de l'existence du Bloc populaire, ce parti a laissé une marque dans l'histoire politique canadienne et québécoise. Cette marque se trouverait dans le fait qu'il s'agit de la première formation politique fondée pour défendre les intérêts du Québec à la fois au niveau québécois et au niveau fédéral. Avec ses mesures économiques, politiques et sociales, à la fois réformistes et nationalistes, poursuivant les efforts de l'Action libérale nationale et du Parti national visant à doter le Québec d'une politique nationale, le Bloc peut être considéré comme un précurseur de la Révolution tranquille.

### Résultats aux élections provinciales
| Élection générale | Candidats | Sièges | % du vote |
| ----------------- | --------- | ------ | --------- |
| 1944              | 80        | 4      | 15,2 %    |

Les quatre députés élus sont :
| Circonscription | Circonscription  | Député           | Résultat |
| --------------- | ---------------- | ---------------- | -------- |
|                 | Beauce           | Édouard Lacroix  | 29,30 %  |
|                 | Beauharnois      | Albert Lemieux   | 45,83 %  |
|                 | Montréal-Laurier | André Laurendeau | 34,62 %  |
|                 | Stanstead        | Ovila Bergeron   | 29,16 %  |